# Mierzowice
Mierzowice – wieś w Polsce położona w województwie dolnośląskim, w powiecie legnickim, w gminie Prochowice. 

## Podział administracyjny
W latach 1975–1998 miejscowość administracyjnie należała do województwa legnickiego.

## Zabytki
Do wojewódzkiego rejestru zabytków wpisany jest:
- cmentarz przykościelny, z XVI w.